# Acula
Acula è una municipalità dello stato di Veracruz, nel Messico centrale, il cui capoluogo è la località omonima.
Conta 5.350 abitanti (2015) e ha una estensione di 195,40 km². 	 		
Il significato del nome della località in lingua nahuatl è luogo dove gira l'acqua.